# Гаврилюк Андрій Петрович
Андрі́й Петро́вич Гаврилю́к (3 лютого 1980, Київ, Українська РСР — 21 січня 2015, Донецьк, Україна) — старший сержант Збройних сил України (81 ОАМБр, 90-й окремий аеромобільний батальйон), позивний «Бур». Загинув при обороні Донецького аеропорту під час війни на сході України. Один із «кіборгів».

## З життєпису
Загинув у бою з російськими збройними формуваннями в новому терміналі аеропорту м. Донецька. Тоді ж полягли Олексій Марченко, Василь Григор'єв, Олег Мусієнко, Олексій Панченко, Євген Яцина.
По смерті залишилася мати.
Похований у місті Київ на Берковецькому цвинтарі.

## Нагороди та вшанування
- Указом Президента України № 270/2015 від 15 травня 2015 року «за особисту мужність і високий професіоналізм, виявлені у захисті державного суверенітету та територіальної цілісності України, вірність військовій присязі» нагороджений орденом «За мужність» III ступеня (посмертно)[1].

- Нагороджений нагрудним знаком «За оборону Донецького аеропорту» (посмертно).

- 21 січня 2016 року відкрито меморіальну дошку на стіні спеціалізованої школи № 71 Солом'янського району Києва, де навчався Андрій[2].